# 杉本研士
杉本 研士（すぎもと けんじ、1939年 - ）は、日本の小説家・精神科医。長野県生まれ。信州大学医学部卒。法務省矯正局の矯正医官として、府中刑務所、医療少年院に勤務する。関東医療少年院院長などを歴任した。神戸連続児童殺傷事件の容疑者の診療にもあたった。
日本ペンクラブ会員。1977年、『蔦の翳り』で第78回芥川賞候補。瑞宝章。ブログ『いのちはるかに』。

## 著書
- 『蔦の翳り』（1996年、沖積舎）
- 『頭上の異界 不信の国の若者たちと重大少年事件』（2006年、講談社）
- 『いのちはるかに』（ブログ）